# إسكواير (مجلة)
إسكواير (بالإنجليزية: Esquire)‏ هي مجلة رجالية أمريكية. في الولايات المتحدة، تم نشرها من قبل شركة هيرست منذ عام 1986، ولديها أيضًا أكثر من 20 إصدارًا دوليًا.

## وصلات خارجية
- الموقع الرسمي
 (US)
- الموقع الرسمي
- Official website (UK)
- Official website (Hong Kong)
- C Net News article about the experiment of the Esquire writer in Wikipedia
- "The Advertising Show: George Lois talks about creating Esquire covers". Advertising Age. نوفمبر 5, 2005. مؤرشف من الأصل (mp3) في أكتوبر 13, 2006.